# Birger Larsen (football)
Pour les articles homonymes, voir Birger Larsen et Larsen.
Birger Larsen, né Ole Hvirring Larsen, est un footballeur danois né le 27 mars 1942 à Copenhague. Il évoluait au poste de défenseur.

## Biographie

### En club
Il joue durant toute sa carrière dans le club de sa ville, le BK Frem.

### En équipe nationale
International danois, il reçoit 12 sélections en équipe du Danemark entre 1963 et 1966. 
Il joue son premier match en équipe nationale le 29 juin 1963 contre l'Albanie et son dernier le 26 juin 1966 contre la Norvège.
Il fait partie du groupe danois lors de l'Euro 1964 disputant les deux matchs de la phase finale.

## Carrière
- 1961-1969 :  BK Frem